# Diego Mele
Diego Mele (Bitti, 22 gennaio 1797 – Olzai, 16 ottobre 1861) è stato un poeta, scrittore e presbitero italiano, che scrisse poesie satiriche e amorose in sardo.

## Citazioni
Il deputato Giorgio Asproni, per la morte di Mele, scrisse: "l'interno dolore che io provo per questa perdita non è esprimibile. Era una delle persone a me più care sopra la terra. Era uomo nato per amare ed amò sempre. Nato povero, non resisteva alla vista delle miserie altrui e dava il suo necessario per soccorrere i bisognosi: morì povero. Era senza contrasto il miglior ecclesiastico della provincia di Nuoro."

## Opere
- Sa Chenscia de duas feminas cojuadas, Dialogo tra due donne maritate sopra la sorte del matrimonio, in P. P. MOSSA, Donnu donadu, Sassari, 1914.
- Il Parnaso sardo del poeta bernesco estemporaneo teologo Diego Mele, a cura di P. Meloni Satta, Cagliari, Tipografia G. Ledda, 1922.
- Il Parnaso sardo, a cura di P. Meloni Satta, Cagliari, Tipografia G. Ledda, 1923.
- Il meglio della grande poesia in lingua sarda, a cura di M. Brigaglia, Cagliari, Edizioni della Torre, 1975.
- Satiras e poesias varias, “S'Ischiglia”, 6, 1980.
- Satiras e poesias, a cura di B. Porru, Cagliari, 3T, 1981.
- Satiras, a cura di S. Tola, Cagliari, Edizioni della Torre, 1984.
- In Olzai non campat pius mazzone, in G. Pirodda, Sardegna, Brescia, La Scuola, 1992, pp. 262–265.